# Вашингтонская площадь
«Вашингтонская площадь» (англ. Washington Square; также Вашингтон-сквер) — небольшой роман американского писателя Генри Джеймса, впервые опубликованный частями в 1880 году сперва в Лондоне, в журнале Cornhill Magazine, а позже в Нью-Йорке, в Harper’s Magazine. Отдельной книгой был выпущен в декабре 1880 года.
Роман — структурно простая трагикомедия, рассказывающая о конфликте между глупой, но милой, дочерью и её властным отцом.
Сюжет романа основан на истории, рассказанной Джеймсу его близкой подругой, британской актрисой Фанни Кембл.

## Публикация
Книга в течение многих лет публиковалась в основном для англоязычной публики.
Особую популярность роман приобрёл после выхода фильма «Наследница», снятого по одноимённой пьесе, являющейся адаптацией романа Генри Джеймса.
Первый перевод на русский язык, вероятно, принадлежит И. С. Тургеневу, другу автора.
На сегодняшний день роман переведён на более чем 25 языков мира.

## Оценка
Сам автор невысоко оценил своё произведение, хотя среди зрителей и критиков роман имел успех.
Критик Дональд Холл писал: «Всем, даже клеветникам Генри Джеймса, нравится „Вашингтонская площадь“».
Роман часто сравнивают с работами Джейн Остин из-за ясности и простоты изложения и сосредоточения на семейных отношениях, хотя Джеймс, вероятно, не был поклонником английской романистки.

## Экранизации
- 1997: фильм Агнешки Холланд «Вашингтон-сквер».